# Lajos Návay

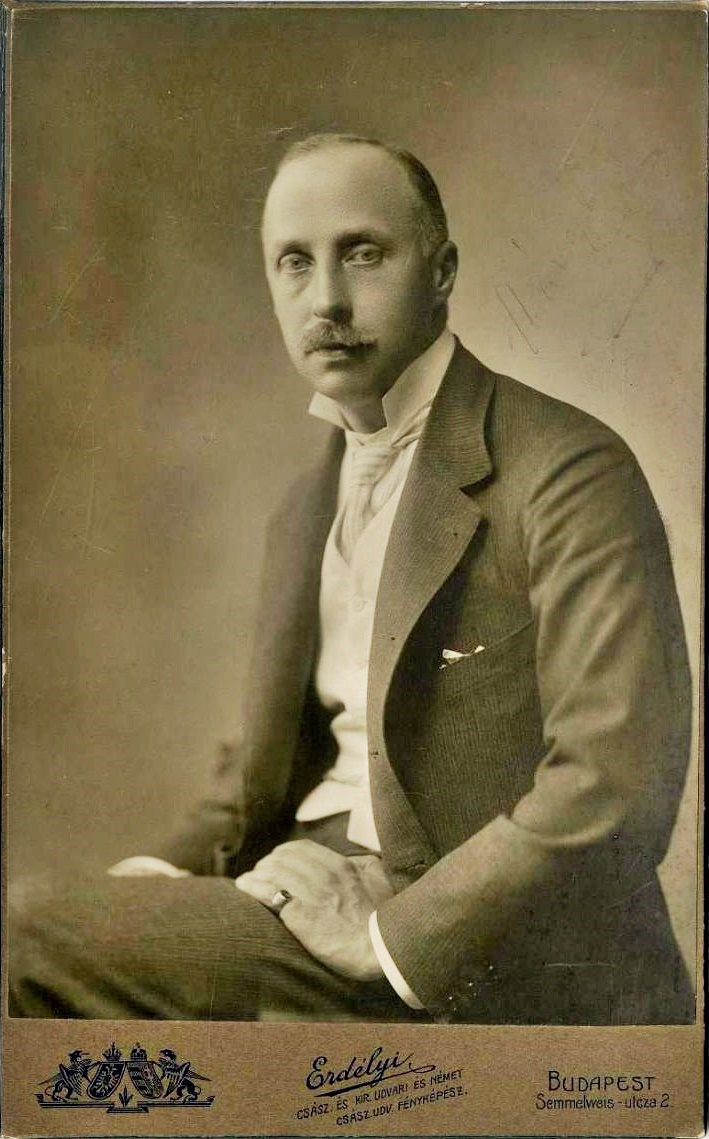
Lajos Návay

Lajos Návay de Földeák (Földeák, 18 september 1870 – Kiskunfélegyháza, 29 april 1919) was een Hongaars jurist en politicus, die van 1911 tot 1922 de functie van voorzitter van het Huis van Afgevaardigden uitoefende.

## Biografie
Návay werd in 1870 geboren in Földeák in het comitaat Csanád in een katholieke familie. Hij studeerde aan de universiteiten van Boedapest, Berlijn en Bonn en doctoreerde in 1891. In 1904 ging hij in de politiek, aanvankelijk bij de Liberale Partij en vervolgens bij de Nationale Grondwetpartij rond Gyula Andrássy junior. Hij was lid van de Rijksdag van 1905 tot 1918 en was vice-voorzitter van het Huis van Afgevaardigden, het Hongaarse lagerhuis, in 1906.
In 1911 verving hij Albert Berzeviczy als voorzitter van het Huis van Afgevaardigden. Na de aanstelling van János Hadik als premier op 30 oktober 1918 zou Lajos Návay minister van Binnenlandse Zaken geworden zijn in de regering-Hadik, moest de Asterrevolutie geen eind hebben gemaakt aan het Koninkrijk Hongarije. In de plaats kwam de Democratische Republiek Hongarije met Mihály Károlyi als premier.
In 1919 werd hij door communisten ontvoerd en vermoord in het station van Kiskunfélegyháza.